# Cao Guojiu
Cao Guojiu (xinès simplificat: 曹国舅, xinès tradicional: 曹國舅, pinyin: Cáo Guójiù, Wade-Giles: Ts'ao Kuo-ch'iu, "l'oncle real -germà menor de la mare- Cao") és una deïtat taoista de la mitologia xinesa que forma part del grup dels vuit immortals. Es diu que era oncle d'un emperador de la dinastia Song i germà menor de la mare d'aquest, l'emperadriu vídua Cao (曹太后, 曹太後, Cáo Tàihòu).
També se li coneix pels noms de Cao Yi (曹佾, Cáo Yì) -nom de cortesia: Gongbo (公伯, Gōng bó, "oncle de l'emperador")-, Cao Jing (曹景 Cáo Jǐng), Cao Jingxiu (曹景休, Cáo Jǐngxiū) i Cao You (曹友, Cáo Yǒu).

## Sobre l'existència històrica de Cao Guojiu
Segons els registres històrics, va haver-hi diverses emperadrius consorts anomenades Cao durant la dinastia Song, però només una va arribar a ser emperadriu, Ci Sheng Guang Xian (慈聖光獻皇后, Cí Shèng Guāng Xiàn huánghoù, 1015 - 1079), dona del cinquè emperador Song, Renzong (仁宗), però cap dels seus fills va arribar a ser emperador.
Això, però, no nega l'existència històrica de Cao Guojiu, ja que en la Xina antiga, el terme jiu també podia significar "cunyat". L'emperadriu Ci Sheng Guang Xian va tenir un germà menor anomenat Cao Yi, però no se sap si va poder ser Cao Guojiu.

## Vida de Cao Guojiu
Cao Guojiu tenia un germà menor anomenat Cao Jingzhi (曹景植, Cáo Jǐngzhí) que va assassinar un home. Ningú es va atrevir a acusar-li a causa de la seva relació amb la reina i Cao Guojiu va acabar sentint-se tan aclaparat per la tristesa que va renunciar al seu treball i va deixar la seva llar, ocultant-se en una cova on es va dedicar a la meditació i a l'estudi del Tao. Allí vestia robes rústiques i una gorra feta de palla, arribant a romandre a vegades fins a deu dies seguits sense menjar.
En una ocasió es va trobar amb dos immortals que li van dir que havien sentit que es dedicava al cultiu i que li van preguntar què és el que conreava. Ell va respondre que conreava el Tao. Li van preguntar de nou que on estava el Tao i ell va assenyalar cap al cel. Van tornar a preguntar-li que on estava el cel i ell va assenyalar al seu propi cor. Els immortals, rient, van comentar "el teu cor és un amb el cel i el cel és un amb el Tao. Per descomptat has arribat a un profund coneixement". Llavors compartieren amb ell el secret per tornar a la perfecta harmonia amb la naturalesa i li van persuadir perquè s'unís als immortals.
També es diu que va descobrir el secret de la immortalitat en un pergamí que va trobar en una caixa de jade dins d'una cova. Mentre ho recitava, la cova es va omplir de llum i va aparèixer una cigonya que ho va portar a la terra dels immortals.

## Iconografia
Cao Guojiu és representat com un ancià amb barba i la vestimenta oficial de la cort. Els seus emblemes són una tableta de jade i un sonall. És el sant patró del teatre.